# Avis d'expert de Rospotrebnadzor
L'avis d'expert de Rospotrebnadzor est un document russe relatif au contrôle sanitaire des produits.
Le service fédéral de surveillance dans la sphère de sécurité des droits des consommateurs et la prospérité humaine n'est pas un analogue direct de Conclusion Sanitaire et épidémiologique. L'avis d'expert de Rospotrebnadzor à la différence de la Conclusion sanitaire et épidémiologique est un document volontaire. Car la nécessité de surveillance sanitaire peut apparaître ou non. Les services douaniers peuvent exiger les documents sanitaires ou non.

## L'histoire
Plus tôt, jusqu'au 1er juillet 2010 la conclusion sanitaire et épidémiologique ou le certificat hygiénique était obligatoire pour une partie considérable de production sur le marché russe (pour mise en œuvre des produits russes et étrangers). Toutes les marchandises d'enfant, toute la production que nous mangeons ou buvons ou tous les produits  que nous nous servons dans la vie quotidienne se soumettaient à l'estimation obligatoire de conformité. Conclusion sanitaire et épidémiologique était un document obligatoire.

## Certificat hygiénique
Après l'entrée en vigueur de la législation de l'Union Douanière Russie-Biélorussie-Kazakhstan, il est devenu nécessaire d'évaluer la conformité de certains groupes de produits (qui peuvent nuire à humains et l'environnement quand ils sont de mauvaise qualité) aux exigences sanitaires par voie de régularisation du Certificat d'enregistrement d'État de l'Union Douanière.
Dans le même document, qui établit la liste de production (la décision de la commission de l'Union Douanière № 299, 28 mai 2010), dans le premier paragraphe on énumère des marchandises. La nécessité de surveillance sanitaire et épidémiologique peut apparaître pour ces marchandises énumérées en cas de franchissement de la frontière russe (ou de  l'Union Douanière). Alors, on demandera un certificat hygiénique (avis d'expert de Rospotrebnadzor) sur ces marchandises.

## Avis d'expert de Rospotrebnadzor
Avis d'expert de Rospotrebnadzor à la différence de la Conclusion sanitaire et épidémiologique est un document volontaire. Car la nécessité de surveillance sanitaire peut apparaître ou non. Les services douaniers peuvent exiger les documents sanitaires et la surveillance hygiénique d'une cargaison pour les raisons suivantes :
- wagon endommagé, une courroie transporteuse endommagée ou un autre emballage extérieur;
- quand on découvre divergence entre les documents et la charge;
- quand il y a des informations sur les violations qui sont associées à cette livraison ou  des informations sur divergence entre des documents et le contenu des unités de transport;
- et dans certains autres cas.

Seule entité juridique russe ou entrepreneur individuel peut régulariser l'avis d'expert de Rospotrebnadzor (Le service fédéral de surveillance dans la sphère de sécurité des droits des consommateurs et la prospérité humaine). Ce sont des sièges de cette entité juridique qui seront indiqués dans l'avis d'expert. Si le document se régularise par un fabricant étranger, on doit aussi indiquer le résident russe à titre de l'initiateur dans l'avis d'expert.
Avis d'expert de Rospotrebnadzor n'est pas obligatoire en cas de régularisation du certificat ou la déclaration de conformité dans le système GOST R. Mais l'avis d'expert peut être toujours régularisé dans le cas où on demande sur la marchandise le document validant la sécurité hygiénique, sanitaire ou épidémiologique.
Ce document se régularise au Service fédéral de surveillance dans la sphère de sécurité des droits des consommateurs et la prospérité humaine). Et aussi aux services territoriaux de Rospotrebnadzor.
Si la Conclusion sanitaire et épidémiologique a eu la durée maximale de validité - 5 ans, l'avis d'expert est délivré à date ouverte, c'est-à-dire la durée de validité est indéterminée. Le formulaire de nouveau certificat sanitaire est changé, il est de la couleur rouge et possède un hologramme de sécurité.
L'avis d'expert de Rospotrebnadzor est nécessaire non seulement pour des charges importées en cas de franchissement de la frontière de la fédération de Russie (ou de l'Union douanière Russie-Biélorussie-Kazakhstan), mais aussi pour des marchandises produites en Russie, quand elles ont juste commencé à apparaître sur le marché national. Le groupe de ces produits est inclus au premier paragraphe de la Liste des marchandises de l'Union Douanière. Pour la production russe, qui est indiquée dans le deuxième paragraphe de ce document, il faudra passer l'enregistrement d'État et obtenir le Certificat d'enregistrement d'État de l'Union Douanière.

## Les particularités d'avis d'expert de Rospotrebnadzor
La quantité d'articles des produits, pour laquelle l'avis d'expert de Rospotrebnadzor ou le Certificat d'enregistrement d'État de l'Union Douanière peut être nécessaire  est moins que le nombre des marchandises pour lesquelles il était nécessaire la confirmation de propreté sanitaire de production en forme de conclusion sanitaire et épidémiologique.
L'avis d'expert de Rospotrebnadzor peut être pratiquement régularisé sur presque tous les produits. Excepté celle qui est incluse au deuxième paragraphe de la liste indiquée ci-dessus, car il faut régulariser le Certificat de l'Union douanière sur cette production. Bien que deux documents sont des documents confirmant la propreté sanitaire des marchandises et sont  régularisés par le même service public, l'avis d'expert de Rospotrebnadzor ne remplacera pas le Certificat d'enregistrement d'État de l'Union douanière. Si le Certificat d'enregistrement d'État de l'Union douanière est obligatoire pour production .
Si des produits ne sont inclus ni à premier, ni au deuxième paragraphe de la Liste des marchandises qui demande le contrôle sanitaire de l'Union douanière, le certificat hygiénique et sanitaire peut être aussi nécessaire dans les cas particuliers. Ce sont les cas suivants:
- les services douaniers et le fournisseur de production portent la production vers divers groupes. Quand il y a divergence d'interprétation;
- Auparavant on demandait la confirmation obligatoire de sécurité sanitaire de production, mais selon la législation de l'Union douanière la production n'est pas obligatoire pour l'inspection sanitaire. Quand inspecteur douanier demande certificat sanitaire en conformité avec les documents anciens;
- pour améliorer la compétitivité des produits sur le marché russe et attirer l'attention des acheteurs par voie de sécurité de production et confirmation de sa propreté sanitaire.

Dans ces cas il est nécessaire de régulariser l'avis d'expert de Rospotrebnadzor (Le service fédéral de surveillance dans la sphère de sécurité des droits des consommateurs et la prospérité humaine).

## Documents nécessaires
Avis d'expert est valable non seulement sur le territoire de la fédération de Russie, mais aussi sur le territoire de l'Union douanière Russie-Biélorussie-Kazakhstan. Pour régulariser le certificat hygiénique il faut accorder des échantillons des produits en quantité suffisante pour des essais en laboratoire, et la multitude de documents qui dépendent du groupe de marchandise. Seul le protocole des mesures effectuées en laboratoire qui a l'accréditation dans ce domaine et qui est inclus dans la liste des laboratoires d'essais admis par l'Union Douanière à ces travaux, est valable pour l'estimation de conformité.
Un avis d'expert de Rospotrebnadzor se régularise sur un groupe de production. Ce groupe peut se composer de quelques noms, des articles, des marques. La condition principale doit s'effectuer pour intégration de production à seul avis d'expert: toutes les marchandises doivent être similaires à la composition, un domaine d'utilisation, aux exigences communes sanitaires et épidémiologiques et aux critères d'évaluation de conformité de production aux exigences sanitaires de l'Union Douanière.
Seul avis d'expert de Rospotrebnadzor peut être régularisé à plusieurs branches du fabricant de produits certifiés (en cas de besoin).
Les conclusions sanitaires et épidémiologiques sur la conformité de production aux exigences sanitaires de la fédération de Russie, régularisées avant le 1er juillet 2010, sont valables jusqu'à la fin de l'année 2011. Mais leur influence s'étend seulement au territoire de la fédération de Russie, tandis que l'avis d'expert de Rospotrebnadzor (Le service fédéral de surveillance dans la sphère de sécurité des droits des consommateurs et la prospérité humaine) est valable sur les territoires de trois pays de l'Union Douanière Russie-Biélorussie-Kazakhstan.